# Erland Ljungdahl
Erland Samuel Ljungdahl, född 5 april 1919 i Grythyttans församling i Örebro län, död 23 maj 1999 i Danderyds församling i Stockholms län, var en svensk ingenjör.
Efter studentexamen i Djursholm 1937 gick han på Kungliga Tekniska Högskolan (KTH) där han avlade civilingenjörsexamen 1947. Han blev tillförordnad byrådirektör vid flygförvaltningen 1954 och laborator vid Försvarets forskningsanstalt (FOA) 1955. Han var ledamot av Svenska Teknologföreningen och medlem av Svenska Uppfinnareföreningen.
Erland Ljungdahl var son till majoren Claes Ljungdahl och Alfsol Améen, dotterson till Henrik Améen samt farbror till Eva Ljungdahl och morbror till Birgitta, Casten och Anne-Sofie von Otter. Han gifte sig 1943 med bibliotekarien Erica Ljungdahl (1919–2015) och fick dottern Caroline Barenghi (född 1959). Erland Ljungdahl är begravd på Djursholms begravningsplats.